# خوان براون
خوان براون (انگلیسی: Juan Brown؛ زادهٔ ۳۰ سپتامبر ۱۹۷۷) بازیکن فوتبال اهل آرژانتین است.
از باشگاه‌هایی که در آن بازی کرده‌است می‌توان به باشگاه فوتبال استودیانتس اشاره کرد.